# Boris Ivanovič Čeranovskij
Boris Ivanovič Čeranovskij (in russo Борис Иванович Черановский?, traslitterato anche come Boris Ivanovich Cheranovsky e Boris Ivanovic Chyeranovskii; Pavloviči, 1 o 13 luglio 1896, 24 luglio del calendario giuliano – Mosca, 17 dicembre 1970) è stato un ingegnere sovietico progettista di aeroplani con ala a delta.

## Biografia
Boris Ivanovič Čeranovskij fu un pioniere dell'aviazione sovietica. Fin da ragazzo era appassionato di alianti, che cominciò a costruire ancor prima di frequentare studi di ingegneria aeronautica.
Dal 1924 al 1927 studiò presso l'Accademia Aeronautica. Dal 1922 in poi si impegnò nella progettazione e costruzione di circa 30 velivoli innovativi per la configurazione dell'ala a forma parabolica e/o per le ali a delta tutti senza coda.
Egli è stato l'alter ego di Alexander Lippisch in URSS, infatti anch'egli si specializzò nello sviluppo di velivoli senza coda. Molti dei suoi studi e concetti teorici ebbero un notevole influsso sullo sviluppo di velivoli della produzione aeronautica sovietica.

## Progetti
| Anno | Modello           | Note | Foto |
| ---- | ----------------- | --- | ---- |
| 1924 | BICh 1            | Aliante con ala a delta parabolica                                                                                         |      |
| 1924 | BICh 2            | Aliante con ala a delta parabolica con timone verticale, evoluzione del BICh 1                                             |      |
| 1926 | BICh 3            | Aereo monoposto con ala a delta parabolica, è stato il primo aereo al mondo che ha volato con questa configurazione alare. |      |
| ?    | BICh 5            | Aereo bombardiere con ala a delta parabolica, mai costruito                                                                |      |
| 1929 | BICh 7            | Aereo biposto con ala a delta parabolica, costruito in due versioni                                                        |      |
| 1929 | BICh 8            | Evoluzione del BICh-7 con timoni alle estremità alari                                                                      |      |
| 1931 | BICh 11, RP-1     | Aliante a razzo con ala a delta, poi motorizzato con motore a scoppio                                                      |      |
| 1933 | BICh 14           | Aereo bimotore con ala parabolica                                                                                          |      |
| 1934 | BICh 16           | Ornitottero sperimentale a propulsione umana                                                                               |      |
| 1936 | BICh 17           | Aereo monoposto con ala parabolica con cannoni sulle ali                                                                   |      |
| 1937 | BICh 18 Muskulyot | Pedaliante biplano ad ali battenti                                                                                         |      |
| 1938 | BICh 20 Pionyer   | Aereo monomotore con ali a delta                                                                                           |      |
| 1941 | BICh 21, SG-l     | Aereo monomotore evoluzione del BICh-20                                                                                    |      |
| 1948 | BICh 22, Che-22   | Aliante con fusoliera a parabola e ali a delta con timoni alle estremità                                                   |      |
| 1949 | BICh 24, (Che-24) | Aereo a jet con ala a delta ogivale                                                                                        |      |
| 1960 | BICh 26, (Che-26) | Aereo a jet con ala a delta ogivale evoluzione del BICh-24                                                                 |      |
| ?    | BICh jet project  | Progetto di jet tutt'ala a delta senza impennaggi, mai costruito                                                           |      |